# Генц Поло
Генц Поло е албански политик, министър в първия и втория кабинет на Сали Бериша.

## Биография
Роден е на 7 април 1963 г. в Тирана. Висшето си образование завършва през 1986 г. в Тиранския университет, специалност История. В периода 1986-1988 г. е научен сътрудник в Албанската академия на науките. През 1988-1990 г. като стипендиант на австрийското правителство специализира във Виенския университет.
Политическата кариера на Генц Поло е свързана с участието му в изграждането и политическата дейност на Демократическата партия в Албания, а след 2001 г. – на отделилата се от нея Нова демократическа партия. Той е сред съоснователите (декември 1990 г.) и пръв говорител на опозиционната по това време Демократическа партия.
През 1992-1996 г., по време на управлението на Демократическата партия, Поло е съветник на президента на Републиката Сали Бериша. От 1996 г. до 2001 г. Поло е народен представител, в периода 1996-1997 г. е председател на парламентарната подкомисия по европейска интеграция, а по-късно – председател на парламентарната комисия по външни работи. От април 1997 г. е главен секретар на Демократическата партия, а от септември същата година – неин заместник-председател и председател на парламентарната група на партията.
От януари 2001 г. Генц Поло е председател на Новата демократическа партия, която след изборите от началото на юли 2005 г. участва в управлението на страната. От септември 2005 до септември 2009 година Поло е министър на образованието и науката в правителството на Сали Бериша. В периода 2010-2013 година е министър на иновациите и информационните и комуникационни технологии.